# Nektariusz (Frołow)
Nektariusz, imię świeckie Serhij Nikołajewicz Frołow (ur. 17 lipca 1961 w Lubotynie) – biskup Rosyjskiego Kościoła Prawosławnego.

## Życiorys
Urodził się w rodzinie robotniczej. W 1979 ukończył technikum budowlane; naukę w szkole średniej łączył z pracą dzwonnika w jednej z parafii prawosławnych w Charkowie. W latach 1979–1981 odbywał zasadniczą służbę wojskową. W 1988 ukończył wyższe studia z tytułem inżyniera ekonomisty.
W 1984 ożenił się. 19 kwietnia tego samego roku został wyświęcony na diakona, zaś 21 kwietnia 1984 biskup Damian (Marczuk) wyświęcił go na kapłana. Przez półtora roku był proboszczem jednej z parafii w Łucku. W 1985 rozpoczął naukę w seminarium duchownym w Leningradzie. Został przeniesiony do eparchii leningradzkiej i służył w różnych cerkwiach w tym samym mieście. Od 1986 studiował w trybie eksternistycznym, równocześnie służąc w eparchii kurskiej i biełgorodzkiej. Po ukończeniu nauki w seminarium rozpoczął wyższe studia teologiczne w Kijowskiej Akademii Duchownej. Ukończył również kurs dla nauczycieli przedmiotu „podstawy kultury prawosławnej” i podjął pracę w tym charakterze. Od 1994 do 1998 był dziekanem żeleznogorskiego dekanatu eparchii kurskiej i biełgorodzkiej.
W 2000 wrócił na Ukrainę i został jednym z kapłanów parafii św. Gabriela Archanioła w Dubnie. W 2002 rozwiódł się z żoną (na jej wniosek). W 2006 uzyskał w Użhorodzkiej Akademii Teologicznej tytuł doktora teologii.
W 2008 wstąpił do monasteru Zaśnięcia Matki Bożej w Łypkach. 7 kwietnia 2008 złożył w nim wieczyste śluby mnisze, przyjmując imię zakonne Nektariusz na cześć św. Nektariusza z Eginy. 6 listopada 2008 otrzymał godność archimandryty.
20 listopada 2008 został biskupem dżankojskim i rozdolnieńskim. 9 listopada 2009 został wikariuszem eparchii rówieńskiej z tytułem biskupa dubieńskiego.
W 2014 na własną prośbę zakończył służbę w Ukraińskim Kościele Prawosławnym Patriarchatu Moskiewskiego. W lipcu tego samego roku mianowano go wikariuszem eparchii astańskiej. Postanowieniem Świętego Synodu z 23–24 września 2021 r. przeniesiony w stan spoczynku ze względów zdrowotnych; na miejsce pobytu hierarchy wyznaczono Moskwę.